# Xanca escatosa
La xanca escatosa (Grallaria guatimalensis) és una espècie d'ocell de la família dels gral·làrids (Grallariidae).

## Hàbitat i distribució
Habita el sotabosc de la selva pluvial i densa vegetació secundària als turons i muntanyes, des de Jalisco, Michoacán, Méxic, Morelos, Hidalgo, Veracruz i Tabasco cap al sud fins al nord de Nicaragua, Costa Rica i oest i est de Panamà i des de l'oest, nord i est de Colòmbia, oest i sud de Veneçuela, adjunt nord-oest del Brasil i Trinitat, cap al sud, per l'oest dels Andes, fins al nord-oest de l'Equador i, a través de l'est de l'Equador i est i centre de Perú fins l'oest de Bolívia.